# 小行星9356
小行星9356（9356 Elineke）是一颗绕太阳运转的小行星，为主小行星带小行星。该小行星于1991年12月30日发现。

## 轨道参数
小行星9356的轨道半长轴为2.6158609 UA，离心率为0.1。